# 杨秀英
杨秀英（1974年—），女，四川峨边人，彝族，中华人民共和国地方官员、第十一届全国人民代表大会四川地区代表。
毕业于四川师范学院法律专业。担任四川省峨边彝族自治县教育教育局副局长。2008年起担任全国人大代表。